# Hokejová reprezentace Srbska a Černé Hory
Hokejová reprezentace Srbska a Černé Hory byla od roku 1992 do roku 2002 národním hokejovým mužstvem Svazové republiky Jugoslávie a od roku 2003 do roku 2006 národním hokejovým mužstvem Srbska a Černé Hory. Její nástupkyní se roku 2007 stala srbská hokejová reprezentace, národní hokejové mužstvo Srbska.
Celkem odehrála 72 utkání s bilancí 25 vítězství, 10 remíz a 37 porážek.
Hokejisté Svazové republiky Jugoslávie/Srbska a Černé Hory se zúčastnili 12 MS (z toho v B-skupině 1992 bez vítězství, nejčastěji v C-skupině/divizi II, v D-skupině 1996 a 1997).